# Ànec negre africà
L'ànec negre africà (Anas sparsa) és una espècie d'ocell de la família dels anàtids (Anatidae) que habita corrents fluvials, llacs i aiguamolls de gran part d'Àfrica subsahariana, des del sud-est del Sudan i Etiòpia, cap al sud, per l'Àfrica oriental fins a Sud-àfrica, nord d'Angola i sud de Namíbia. També als estats del golf de Guinea.